# Milda Liepina
Milda Liepina, född Freidenberg 28 juni 1902 i Riga i Ryssland, död 18 december 1991, var en lettisk-svensk målare och tecknare. 
Hon var dotter till affärsmannen August Freidenberg och Bonaventura Ozols samt gift med tjänstemannen Harald Liepina. Hon studerade arkitektur och genomgick konstakademin i Riga 1936–1944 samt bedrev självstudier under resor till Frankrike, Italien, Tyskland och Spanien. Hon var representerad i en utställning med baltisk konst på Liljevalchs konsthall i Stockholm 1946 och motsvarande utställning på Malmö museum 1947. Hon medverkade i samlingsutställningar med Danderyds konstförening. Hennes konst består av landskapsskildringar utförda i olja. Liepina är representerad vid bland annat Malmö museum. 